# Jack Black
Pour les articles homonymes, voir Jack Black (homonymie) et Black.
Jack Black, né le 28 août 1969 à Santa Monica, en Californie, est un acteur, chanteur, compositeur, producteur musical, humoriste et scénariste américain.
Membre de la Frat Pack, il est révélé au début des années 2000 en tête d'affiche des comédies L'Amour extra-large (2001) et Rock Academy (2003). Il connaît un succès international avec King Kong (2005), ainsi que The Holiday (2006). À partir de 2008, il prête sa voix à Po Ping, le panda héros de la franchise d'animation Kung Fu Panda (2008-). En 2010, il incarne Lemuel Gulliver dans Les Voyages de Gulliver. Black fait également une apparition remarquée dans Jumanji : Bienvenue dans la jungle (2017) et sa suite, Jumanji: Next Level (2019). En 2025, il tient l'un des rôles principaux, avec Jason Momoa, dans le film Minecraft, incarnant le personnage de Steve.
Jack Black mène en parallèle une carrière dans la musique en étant le chanteur principal du groupe de rock acoustique à portée comique Tenacious D. Le film Tenacious D et le Médiator du destin, basé sur le groupe, sort en 2006.

## Biographie

### Jeunesse et formation
Jack Black naît le 28 août 1969 à Santa Monica, en Californie. Il est le fils de Judith Love (née Cohen), qui travaille sur le télescope spatial Hubble et qui est aussi écrivaine, et de Thomas William Black,,. Sa mère est de religion juive et son père se convertit au judaïsme. Black est élevé dans la foi hébraïque et célèbre sa Bar Mitzvah,. Ses parents divorcent quand il a 10 ans, il déménage alors à Culver City.
Après des études à l'université de Californie à Los Angeles (UCLA), il intègre la troupe de théâtre du comédien Tim Robbins. Dans Bob Roberts, réalisé par ce dernier, Black fait ses débuts sur grand écran en 1992.

### Carrière

#### Révélation comique
Il parcourt les années 1990 en enchaînant les seconds rôles dans des productions hollywoodiennes : Tony Scott, en particulier, le sollicite pour True Romance en 1993, Le Fan en 1996 et Ennemi d'État en 1998.
Il évolue aussi dans des grosses productions comme Demolition Man, Waterworld et Le Chacal, mais réussit aussi à percer dans un registre comique avec Disjoncté, deuxième réalisation de Ben Stiller, avec Jim Carrey dans le rôle-titre, puis en intégrant la même année le casting choral de la satire Mars Attacks!, signée Tim Burton.

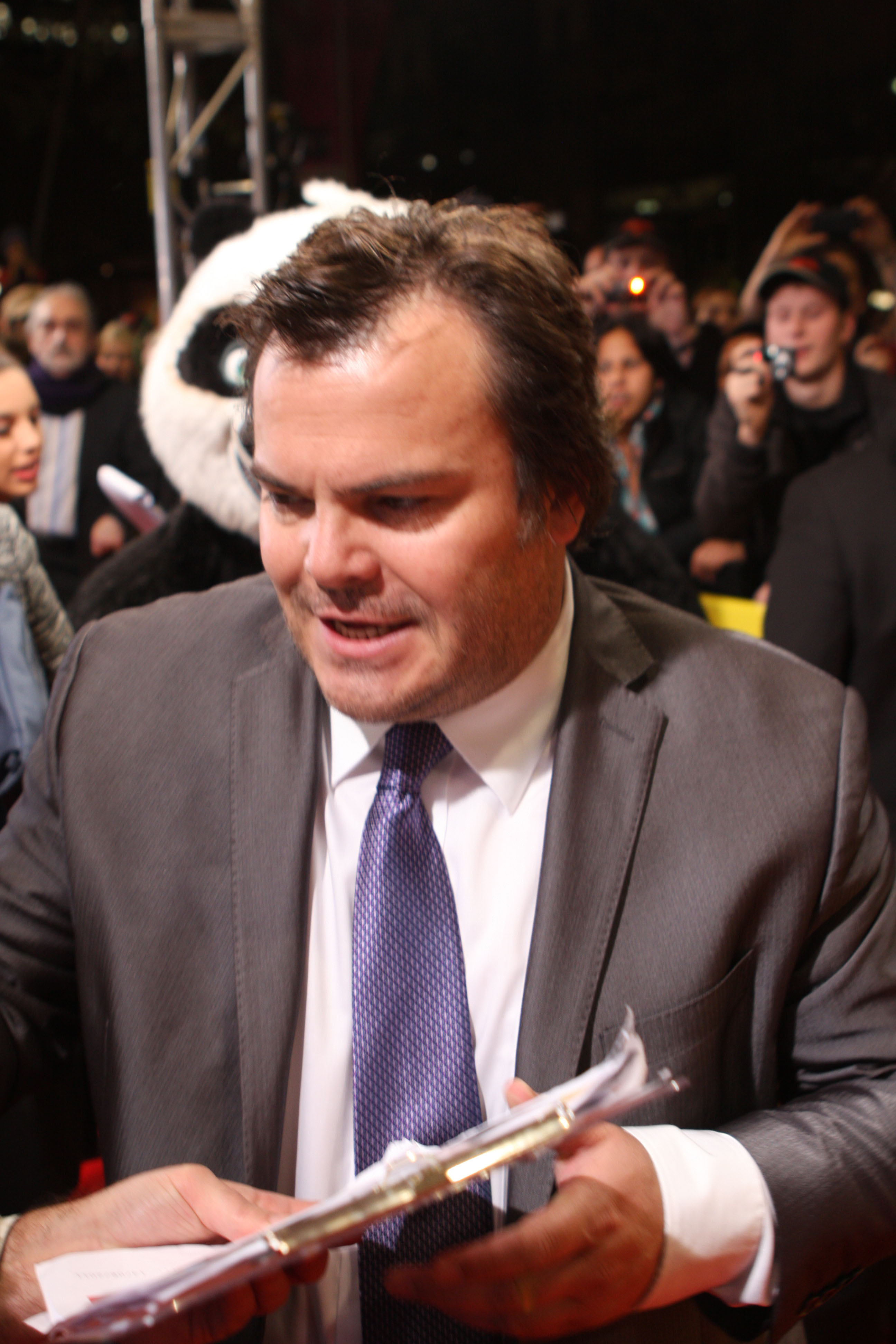
En juin 2011, à la première australienne de Kung Fu Panda 2.

En 2000, il parvient néanmoins à s'imposer, en jouant le meilleur ami de John Cusack dans la comédie dramatique High Fidelity, de Stephen Frears, qui lui permet de s'exprimer dans un personnage bien construit.
En 2001, il s'impose enfin en tête d'affiche dans la comédie potache L'Amour extra-large, des frères Farrelly, où il a pour partenaire Gwyneth Paltrow. Il persévère dans le genre en 2002, en étant à la tête d'un film plus risqué, Orange County de Jake Kasdan, face au jeune Colin Hanks. En 2003, professeur peu conventionnel dans Rock Academy, de Richard Linklater, il parvient à confirmer qu'il est une valeur sûre de la comédie américaine.
Il s'attelle donc à des projets personnels, tout en misant sur sa passion pour la musique. Aux États-Unis, il est en effet populaire comme chanteur et guitariste du groupe de rock Tenacious D, avec son partenaire Kyle Gass. Ainsi, en 2003, il produit, écrit et joue dans Tenacious D: The Complete Masterworks. En 2006, dans Super Nacho, de Jared Hess, il incarne un catcheur haut en couleur.
Il continue à côtoyer le gratin de la comédie hollywoodienne : en 2004, il retrouve Ben Stiller, cette fois d'égal à égal, pour Envy, de Barry Levinson ; et en 2008, la star l'invite à intégrer la distribution principale de sa satire Tonnerre sous les tropiques. Black est dès lors considéré comme faisant partie du Frat Pack, qui regroupe les acteurs comiques hollywoodiens du moment, comme Ben Stiller, Will Ferrell, Vince Vaughn, Steve Carell et les frères Owen et Luke Wilson.
Parallèlement, il collabore également avec des cinéastes reconnus et dans des genres différents : en 2005, Peter Jackson le dirige dans son remake de King Kong, après l'avoir vu dans une parodie du Seigneur des anneaux pour la chaîne MTV. En 2006, Nancy Meyers, spécialiste de la comédie romantique, le transforme en héros romantique dans The Holiday, où l'acteur a pour partenaire Kate Winslet. Ces deux films remportent un immense succès international.
À partir de 2009, il confirme son statut de star en étant choisi par les studios Dreamworks pour prêter sa voix au héros de leur nouvelle franchise d'animation, Kung Fu Panda. De plus, il prête sa voix, mais aussi son physique à Eddie Riggs, héros du jeu vidéo Brütal Legend.

#### Confirmation en demi-teinte

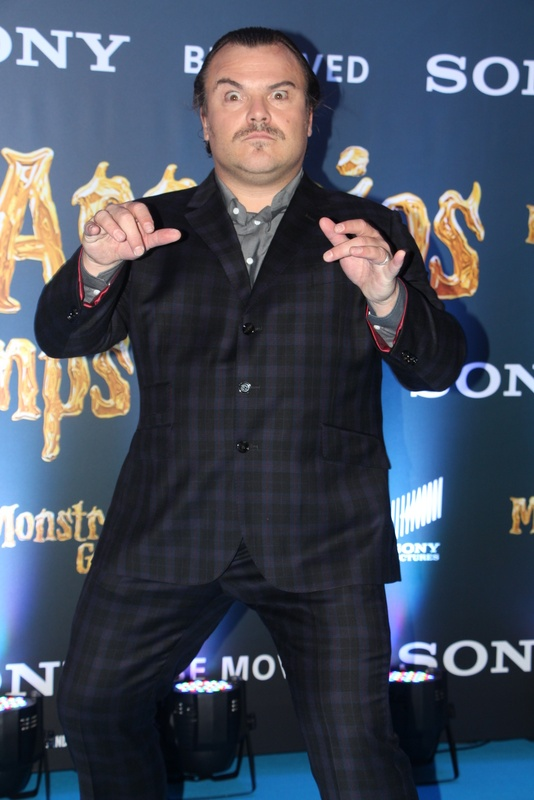
En octobre 2015, à la première mondiale de Chair de poule.

Des cinéastes plus indépendants le sollicitent dès la fin des années 2000 : en 2008, il est ainsi le moteur comique de la comédie Soyez sympas, rembobinez, de Michel Gondry, tandis que le réalisateur du cinéma indépendant Noah Baumbach le dirige dans Margot va au mariage, aux côtés de Nicole Kidman et Jennifer Jason Leigh. Deux jolis succès critiques.
Mais les choses se compliquent bientôt : en 2009, la satire L'An 1 : Des débuts difficiles, d'Harold Ramis, est un flop. Tout comme en 2011 la comédie d'aventures Les Voyages de Gulliver, de Rob Letterman, dont il est cette fois la vedette. The Big Year, de David Frankel, dont il partage l'affiche avec Owen Wilson et Steve Martin, est un autre échec.
En 2012, il peut compter sur Richard Linklater pour le relancer : la comédie noire Bernie parvient à amener l'acteur sur un terrain inexploré, lui permettant de livrer une performance saluée par la critique.
En revanche, en 2015, le film de potes The D Train (en), de Jarrad Paul et Andrew Mogel, passe inaperçu. De même, la série The Brink, satire politique dont il partage l'affiche avec Tim Robbins, ne dure qu'une seule saison, faute d'audiences et de critiques satisfaisantes.
L'acteur a néanmoins déjà accepté de se lancer dans une franchise commerciale pour la jeunesse : il est en effet attendu pour début 2016 en tête d'affiche de l'adaptation Chair de poule, le film, signée Rob Letterman, le réalisateur de Gulliver. Les critiques sont positives et le box-office satisfaisant. Il reprend le rôle en 2018 dans le second volet, Chair de poule 2 : Les Fantômes d’Halloween.
Depuis 2015, il apparaît aux côtés de George Clooney dans les campagnes publicitaires de la marque Nespresso, dans le rôle du faire-valoir comique.
En 2021, il collabore de nouveau avec le studio Double Fine, prêtant sa voix au personnage secondaire Helmut Fullbear dans le jeu vidéo Psychonauts 2. En septembre de la même année, il est annoncé dans le rôle de Bowser pour les besoins du film d'animation Super Mario Bros. le film.
En 2022, il reprend une énième fois le rôle de Po dans la série d'animation Kung Fu Panda : Le Chevalier Dragon (Kung Fu Panda: The Dragon Knight).

### Vie privée
Il est marié depuis 2006 avec Tanya Haden. Ils ont deux enfants : Samuel Jason (2006) et Thomas David (2008), nés à Los Angeles.

### Chanteur

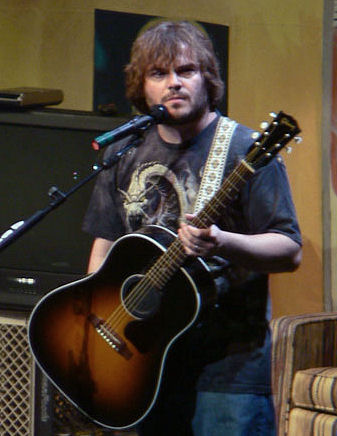
Jack Black en 2006.

Black, également connu sous le surnom de « JB » ou « Jables », est le chanteur principal du groupe de rock acoustique à portée comique Tenacious D. Ils ont réalisé à ce jour quatre albums, le premier étant nommé Tenacious D (2001), le second The Pick Of Destiny (2006), le troisième Rize of the Fenix (2012) puis le quatrième Post-Apocalypto (2018) . Deux chansons du groupe ont été utilisées dans des jeux vidéo : The Metal dans Guitar Hero 3: Legends of Rock, et Master Exploder dans Guitar Hero: Van Halen.
Jack Black est ami avec Dave Grohl, leader du groupe Foo Fighters. Il apparaît dans des clips du groupe : Learn To Fly, Low et The One, ainsi que sur la chanson cachée I Am The Warlock de l'album Probot. Grohl joue d'ailleurs la batterie sur les albums de Tenacious D. Jack Black prête également ses talents musicaux au groupe Queens of the Stone Age sur la chanson Burn the Witch, et a enregistré un duo avec Meat Loaf sur son album Like a Rose. Meat Loaf participe également à l'album The Pick of Destiny de Tenacious D, dans lequel il interprète le père du jeune Jack.
Jack Black est apparu aussi dans les clips suivants : Sexx Laws (Beck), I Want You So Hard (The Eagles of Death Metal), Things I Want (Sum 41), Push (Dio), Photograph (Weezer), Ugly Boy (Die Antwoord), Humility (Gorillaz).
Il a fait une coopération avec le groupe Die Antwoord sur la chanson RATS RULE.
Il participe en 2009 à la chanson Sax Man du trio comique américain The Lonely Island sur l'album Incredibad.
En 2014, Tenacious D participe à une reprise de The Last in Line sur l'album-hommage de Dio This Is Your Life. En 2015, le groupe remporte le Grammy Award de la meilleure performance metal pour ce titre.

## Filmographie

### Cinéma

#### Années 1990
- 1992 : Bob Roberts de Tim Robbins : Roger Davis
- 1993 : True Romance de Tony Scott : employé de cinéma (scène coupée)
- 1993 : Airborne de Rob S. Bowman : Augie
- 1993 : Demolition Man de Marco Brambilla : Wasteland Scrap
- 1994 : Justice aveugle (en) (Blind Justice) de Richard Spence (en) : un soldat
- 1994 : L’Histoire sans fin 3 : Retour à Fantasia (The NeverEnding Story III: Escape from Fantasia) de Peter MacDonald : Slip
- 1995 : Bye Bye Love de Sam Weisman : le DJ
- 1995 : Waterworld de Kevin Reynolds : le pilote
- 1995 : La Dernière Marche de Tim Robbins : Craig Poncelet
- 1996 : Crossworlds (en) de Krishna Rao (en) : Steve
- 1996 : Bio-Dome de Jason Bloom (en) : Tenacious D
- 1996 : Disjoncté de Ben Stiller : Rick
- 1996 : Le Fan (The Fan) de Tony Scott : le technicien à la radio
- 1996 : Mars Attacks! de Tim Burton : Billy-Glenn Norris
- 1997 : Le Chacal de Michael Caton-Jones : Ian Lamont
- 1998 : Johnny Skidmarks (en) de John Raffo : Jerry
- 1998 : Bongwater de Richard Sears : Devlin
- 1998 : Souviens-toi… l’été dernier 2 de Danny Cannon : Titus Telesco
- 1998 : Ennemi d'État de Tony Scott : Fiedler
- 1999 : Broadway, 39e rue de Tim Robbins : Sid
- 1999 : Destinataire inconnu de Peter Chan : Fisherman
- 1999 : Jesus' Son (en) d'Alison Maclean (en) : Georgie

#### Années 2000
- 2000 : High Fidelity de Stephen Frears : Barry
- 2001 : Diablesse de Dennis Dugan : J.D. McNugent
- 2001 : L'Amour extra-large des frères Farrelly : Hal Larson
- 2002 : Orange County de Jake Kasdan : Lance Brumder
- 2002 : Run Ronnie Run (en) de Troy Miller : le ramoneur en chef
- 2003 : Melvin Goes to Dinner, de Bob Odenkirk : le patient fou
- 2003 : Rock Academy de Richard Linklater : Dewey Finn
- 2003 : Tenacious D: The Complete Masterworks (en) (vidéo) - également producteur et scénariste
- 2004 : Envy de Barry Levinson : Nick Vanderpark
- 2004 : Présentateur vedette : La Légende de Ron Burgundy d'Adam McKay : le motard (caméo)
- 2005 : King Kong de Peter Jackson : Carl Denham
- 2006 : Danny Roane: First Time Director de Andy Dick : Jack Black
- 2006 : Super Nacho de Jared Hess : Nacho
- 2006 : The Holiday de Nancy Meyers : Miles
- 2006 : Tenacious D in The Pick of Destiny de Liam Lynch (en) : JB
- 2007 : Margot va au mariage de Noah Baumbach : Malcolm
- 2007 : Walk Hard : L'Histoire de Dewey Cox de Jake Kasdan : Paul McCartney (caméo)
- 2008 : Soyez sympas, rembobinez de Michel Gondry : Jerry
- 2008 : Tonnerre sous les tropiques de Ben Stiller : Jeff « Fats » Portnoy
- 2009 : L'An 1 : Des débuts difficiles d'Harold Ramis : Zed

#### Années 2010
- 2010 : Les Voyages de Gulliver de Rob Letterman : Lemuel Gulliver
- 2011 : Bernie de Richard Linklater : Bernhardt « Bernie » Tiede
- 2011 : Drôles d'oiseaux de David Frankel : Brad Harris
- 2011 : Les Muppets, le retour de James Bobin : Lui-même
- 2014 : Sex Tape de Jake Kasdan : le propriétaire de YouPorn (non crédité)
- 2015 : The D Train (en) de Jarrad Paul et Andrew Mogel : Dan Landsman
- 2015 : Chair de poule, le film de Rob Letterman : R. L. Stine
- 2017 : Le Roi de la polka de Maya Forbes : Jan Lewan
- 2017 : Jumanji : Bienvenue dans la jungle de Jake Kasdan : le professeur Shelly Oberon / Bethany Walker
- 2018 : Don't Worry, He Won't Get Far on Foot de Gus Van Sant : Dexter
- 2018 : Unexpected Race (en) de Stephen Groo : Sheriff
- 2018 : La Prophétie de l'horloge d'Eli Roth : Jonathan Barnavelt
- 2018 : Chair de poule 2 : Les Fantômes d’Halloween d'Ari Sandel : R. L. Stine (non crédité)
- 2019 : Jumanji: Next Level de Jake Kasdan : le professeur Shelly Oberon / Bethany Walker

#### Années 2020
- 2024 :  Borderlands d'Eli Roth : Claptrap (voix)
- 2024 : Dear Santa de Bobby Farrelly : Satan Claus
- 2025 : Minecraft, le film (Minecraft: The Movie) de Jared Hess : Steve
- 2025 : Anaconda de Tom Gormican : Doug McCallister

### Télévision
- 1984 : L'Homme qui tombe à pic (The Fall Guy) : Chuck, l'ami de Colt (saison 3, épisode 22 : Un héros pour l'éternité (Old Heroes Never Die)
- 1991 : Entre père et fils (Our Shining Moment) : l'adolescent skater
- 1993 : Corky, un adolescent pas comme les autres (Life Goes On) : un skinhead (saison 4, épisode 11 : Sale affaire)
- 1993 : Marked for Murder (uk) : le voleur de voiture
- 1993 : Bienvenue en Alaska (Northern Exposure) : Kevin Wilkins (saison 5, épisode 5 : Au milieu ne coule pas de rivière)
- 1994 : Le Silence de l'innocent (en) (The innocent) de Mimi Leder : Marty Prago
- 1995 : X-Files : Aux frontières du réel : Bart « Zero » Liquori (saison 3, épisode 3 : Coup de foudre)
- 1999 : Heat Vision and Jack (en) : Jack
- 1999 : Tenacious D : JB - également producteur et compositeur
- 2003 : Computerman : Computerman - également producteur
- 2003 : Will et Grace : Dr Isaac Hershberg (saison 6, épisode 7 L'Homme en blanc)
- 2004 : Cracking Up : Bruce Philapousis (saison 1, épisode 3 : Scared Straight)
- 2004 : Laser Fart: The Elegant Hunter (saison 1, épisode 2)
- 2005 : Laser Fart: The Elegant Hunter (saison 1, épisode 8)
- 2007 : Yo Gabba Gabba! (saison 1, épisode 23 : Nouveaux Amis)
- 2008 : Sesame Street : Jack (épisode 4161[14])
- 2009 : The Office : Sam (saison 5, épisodes 14 et 15 : Stress Relief)
- 2009 : Community : Buddy (saison 1, épisode 13)
- 2013, 2014, 2015 et 2018 : Drunk History : Elvis Presley (saison 1, épisode 1), Orson Welles (saison 2, épisode 6), William Mulholland (saison 3, épisode 9) et Vicenzo Peruggia (saison 5, épisode 9)
- 2015 : The Brink : Alex Talbot (10 épisodes)
- 2015, 2018 : The Last Man on Earth : Sous-Amiral Roy Billups (caméo, saison 4, épisode 1)
- 2023 : La Folle Histoire du monde 2 : Joseph Staline (mini-série)
- 2023 : The Mandalorian : le capitaine Bombardier (saison 3, épisode 6)

### Clips musicaux
- 1999 : Sexx Laws de Beck
- 1999 : Learn to fly du groupe de rock Foo Fighters
- 2002 : Low du groupe de rock Foo Fighters
- 2011 : Fight For Your Right (Revisited) des Beastie Boys : MCA (en provenance du futur)
- 2014 : Ugly Boy du groupe sud-africain Die Antwoord : le borgne vêtu en survêtement fumant le cigare)
- 2015 : Tacky de Weird Al Yankovic
- 2018 : Humility de Gorillaz

### Rôles dans l'animation et le jeu vidéo
- 2002 : L'Âge de glace : Zeke (long métrage)
- 2004 : Gang de requins : Lenny (long métrage)
- 2008 : Kung Fu Panda : Po (long métrage)
- 2009 : Kung Fu Panda : Les Secrets des cinq cyclones : Po (court métrage)
- 2009 : Brütal Legend : Eddie Riggs (jeu vidéo, également modèle facial du personnage)
- 2010 : Kung Fu Panda : Bonnes Fêtes : Po (court métrage)
- 2011 : Kung Fu Panda 2 : Po (long métrage)
- 2011 : Kung Fu Panda : Les Secrets des Maîtres : Po (court métrage)
- 2016 : Kung Fu Panda 3 : Po (long métrage)
- 2016 : Kung Fu Panda : Les Secrets du rouleau : Po (court métrage)
- 2018 : Tenacious D et Post-Apocalypto : JB (mini-série d'animation en 6 épisodes)
- 2020 : Tony Hawk's Pro Skater 1 + 2 : Officer Dick (jeu vidéo)
- 2021 : Psychonauts 2 : Helmut Fullbear (jeu vidéo)
- 2022 : Apollo 10½ : Stanley adulte (long métrage)
- 2023 : Super Mario Bros. le film : Bowser (long métrage)
- 2024 : Kung Fu Panda 4 : Po (long métrage)

## Distinctions
Le 18 septembre 2018, Jack Black se voit attribuer une étoile sur le célèbre Walk of Fame d'Hollywood.

### Récompenses
- Blockbuster Entertainment Awards 2001 : acteur préféré dans un second rôle pour High Fidelity
- DVD Exclusive Awards 2003 : meilleure musique originale pour Run Ronnie Run (en) partagé avec David Cross (Paroles), Bob Odenkirk (Paroles), Scott Aukerman (Paroles), BJ Porter (Paroles), Brian Posehn (Paroles), Eban Schletter (Compositeur / Arrangeur / Paroles).
- Festival du film de Phoenix 2003 : meilleure distribution pour Melvin Goes to Dinner partagé avec Michael Blieden, Stephanie Courtney, Matt Price, Annabelle Gurwitch, Maura Tierney, Melora Walters, Bob Odenkirk, David Cross et Jerry Minor.
- Spike Video Game Awards 2005 : meilleure distribution pour King Kong partagé avec Adrien Brody et Naomi Watts.
- Spike Video Game Awards 2005 : meilleure performance pour un être humain pour King Kong.
- Spike Video Game Awards 2009 : meilleure voix pour Kung Fu Panda.
- NAVGTR Awards 2009 : meilleure performance dans un jeu vidéo pour Brütal Legend.
- NAVGTR Awards 2010 : meilleure performance dans un jeu vidéo pour Psychonauts 2.
- CinemaCon 2018 : Lauréat du Prix Visionary.
- MTV Movie + TV Awards 2022 : Lauréat du Prix Comedic Genius.

### Nominations
- MTV Movie + TV Awards 2001 : meilleur moment musical pour High Fidelity.
- MTV Movie + TV Awards 2001 : meilleur espoir pour High Fidelity.
- Teen Choice Awards 2001 : meilleur acteur pour L'Amour extra-large.
- New York Film Critics Circle Awards 2003 : Meilleur acteur pour Rock Academy.
- Village Voice Film Poll 2003 : meilleur acteur pour Rock Academy.
- Golden Globes 2004 : Meilleur acteur pour Rock Academy.
- MTV Movie + TV Awards 2004 : meilleure équipe à l'écran pour Rock Academy partagé avec Aleisha Allen, Rivkah Reyes, Kevin Alexander Clark, Miranda Cosgrove, Joey Gaydos Jr., Caitlin Hale, Maryam Hassan et Robert Tsai.
- MTV Movie + TV Awards 2004 : meilleure performance comique pour Rock Academy.
- Teen Choice Awards 2004 : meilleur acteur, meilleur mensonge, meilleur comédien pour Rock Academy.

- People's Choice Awards 2005 : star masculine là plus drôle.
- Teen Choice Awards 2006 : meilleure alchimie pour Super Nacho partagé avec Héctor Jiménez, meilleur acteur, meilleur combat pour Super Nacho partagé avec César González, meilleur comédien, meilleur mec sordide pour King Kong.
- Gotham Independent Film Awards 2007 : meilleure distribution pour Margot va au mariage partagé avec Flora Cross, Ciarán Hinds, Nicole Kidman, Jennifer Jason Leigh, Zane Pais et John Turturro.
- 2007 : MTV Movie + TV Awards 2007 : meilleur combat pour Super Nacho.
- 2007 : Kids' Choice Awards 2007 : star masculine de film préférée pour Super Nacho.
- Teen Choice Awards 2007 : Meilleur comédien.
- Kids' Choice Awards 2011 : acteur de film préféré pour Les Voyages de Gulliver (Gulliver's Travels).
- Teen Choice Awards 2011 : Meilleur doublage pour Kung Fu Panda 2
- BTVA Feature Film Voice Acting Awards 2012 : meilleure performance vocale pour l'ensemble de la distribution pour Kung Fu Panda 2 partagé avec Angelina Jolie, Dustin Hoffman, Gary Oldman, Jackie Chan, Seth Rogen, Lucy Liu, David Cross, James Hong et Michelle Yeoh.
- Gotham Independent Film Awards 2012 : meilleure distribution pour Bernie partagé avec Shirley MacLaine et Matthew McConaughey.
- Kids' Choice Awards 2012 : doublage préféré pour Kung Fu Panda 2.
- New York Film Critics Circle Awards 2012 : Meilleur acteur pour Bernie.
- People's Choice Awards 2012 : Voix pour un film d'animation préférée pour Kung Fu Panda 2.
- Village Voice Film Poll 2012 : meilleur acteur pour Bernie.
- Critics' Choice Movie Awards 2013 : Meilleur acteur pour Bernie.
- Independent Spirit Awards 2013 : Meilleur acteur principal pour Bernie.
- Golden Globes 2013 : Meilleur acteur pour Bernie.
- People's Choice Awards 2016 : Acteur de film comique préféré.
- Kids' Choice Awards 2017 : Voix pour un film d'animation préférée pour Kung Fu Panda 3.
- MTV Movie + TV Awards 2018 : meilleure performance virtuelle pour Kung Fu Panda 3.
- MTV Movie + TV Awards 2018 : meilleure performance comique pour Jumanji : Bienvenue dans la jungle (Jumanji: Welcome to the Jungle)
- MTV Movie + TV Awards 2018 : meilleure équipe à l'écran pour Jumanji : Bienvenue dans la jungle Welcome to the Jungle partagé avec Dwayne Johnson, Kevin Hart, Karen Gillan et Nick Jonas.
- Teen Choice Awards 2018 : Meilleur acteur pour Jumanji : Bienvenue dans la jungle.
- Teen Choice Awards 2018 : Meilleur pétage de plombs pour Jumanji : Bienvenue dans la jungle.
- The Streamy Awards 2019 : meilleure série à la première personne pour Jablinski Games.
- NAVGTR Awards 2022 : meilleure performance dans un jeu vidéo pour Brütal Legend.

## Voix francophones
En version française, Philippe Bozo est la voix française régulière de Jack Black. Christophe Lemoine l'a doublé à onze reprises. Manu Payet le double également pour le personnage de Po dans la saga Kung Fu Panda.
En version québécoise, il est régulièrement doublé par François L'Écuyer. Stéphane Rivard l'a doublé à six reprises. Tandis que Hugolin Chevrette-Landesque le double dans la série Kung Fu Panda.